# 전남공업고등학교
전남공업고등학교(全南工業高等學校)는 대한민국 광주광역시 광산구 신창동에 있는 공립 고등학교이다.

## 학교 연혁
- 1976년 12월 28일 : 전남공업고등학교 설립인가
- 1977년 3월 1일 : 초대 윤홍섭 교장 취임
- 1977년 3월 7일 : 전남공업고등학교 개교 (6개학과 12학급)
- 1979년 10월 4일 : 증설인가(주간 6개학과 42학급, 야간 4개학과 24학급)
- 1981년 6월 14일 : 산업체 특별학급 설치인가
- 1993년 8월 20일 : 광주광역시 광산구 신창동 999번지로 신축 이설
- 2007년 10월 : 첨단산업설비 특성화 고등학교 지정
- 2016년 4월 1일 : 교육부 특성화고 취업역량강화사업 운영
- 2018년 3월 1일 : 중소기업청 지원 특성화고 인력양성사업 운영
- 2022년 9월 1일 : 제18대 서재학 교장 취임
- 2025년 1월 10일 : 제46회 졸업식 (148명) 총 31,341명 배출
- 2025년 3월 4일 : 제49회 입학식 (210명) (남학생 170명, 여학생 40명)

## 설치 학과
- 기계과
- 전기과
- 건축과
- 드론공간정보과
- 카페베이커리과
- 화장품의약과

## 참고 자료
- 전남공업고등학교 - 한국교육학술정보원 학교알리미